# Diusse
Diusse es una comuna francesa de la región de Aquitania en el departamento de Pirineos Atlánticos. Este poblado se sitúa en la ribera del río Léez, un afluente del Adur. 
Diusse fue mencionada por primera vez en el año 1104 con el nombre de Sanctus Johannes de Diossa.

## Demografía
| 162 | 145 | 200 | 187 | 166 | 179 |
| Para los censos de 1962 a 1999 la población legal corresponde a la población sin duplicidades (Fuente: INSEE [Consultar]) |     |     |     |     |     |